# David Peterson
Pour les articles homonymes, voir David Peterson (homonymie) et Peterson.
David Robert Peterson (né le 28 décembre 1943 à Toronto, Ontario) est un homme politique canadien. Il a été le 20e premier ministre de l'Ontario du 26 juin 1985 au 1er octobre 1990. Il a été le premier libéral à diriger le gouvernement en 42 ans.
Il est le mari de l'actrice Shelley Peterson et ils ont trois enfants, Benjamin Peterson, Chloe Peterson et Adam Peterson. Son plus jeune frère Jim Peterson, était autrefois député fédéral du Parti libéral du Canada et membre du conseil des ministres. Sa sœur Deborah Drake Matthews et son frère Tim Peterson, ont tous deux été élus à l'Assemblée législative de l'Ontario lors de élection provinciale de 2003.

## Biographie

### Éducation et début de carrière
Peterson obtient son baccalauréat en arts de l'Université de Western Ontario et son baccalauréat en droit de l'Université de Toronto. Il est admis au barreau en 1969. Malgré ses origines en droit, la plus grande partie du début de carrière de Peterson se passe dans le monde de l'entreprise privée. À l'âge de 26 ans, il devient président de la Compagnie C.M. Peterson Limitée, une firme d'électronique en gros fondée par son père, et se joint au Club des jeunes présidents de la Chambre de commerce durant la même période.

### Carrière politique
Peterson est d'abord élu député libéral à l'Assemblée législative de l'Ontario dans la circonscription de London Centre lors de l'élection provinciale de 1975. Moins d'un an plus tard, il est candidat dans la course à la direction du parti à la suite de la démission de Robert Nixon. Considéré comme inexpérimenté par certains, Peterson arrive quand même à 45 voix de la victoire sur Stuart Smith (en) au troisième et dernier tour de vote au congrès le 25 janvier 1976. Smith représentait l'aile gauche du parti, tandis que Peterson était vu comme un représentant de l'aile droite. Certains attribuent sa défaite à la façon banale qu'il a prononcé son discours au congrès.
Peterson est réélu lors des élections provinciales de 1977 et 1981, et tente une deuxième fois de devenir chef du parti après la démission de Smith en 1982. Encore perçu comme étant le candidat de droite au sein du parti, il défait la plus gauchiste Sheila Copps au deuxième tour lors du congrès d'investiture tenu le 21 février 1982. Un de ses partisans les plus importants à cette époque est Keith Davey.

#### Chef libéral
Peterson n'est pas initialement considéré comme étant capable d'affronter le gouvernement progressiste-conservateur de Bill Davis. Les libéraux perdent deux sièges au profit du Nouveau Parti démocratique de l'Ontario (NPD) lors d'élections partielles à la fin de 1984, et un autre membre du caucus fait défection vers les progressistes-conservateurs cette même année, déclarant que Peterson est un chef inefficace. Des sondages effectuées vers la fin de 1984 montrent les libéraux de Peterson en troisième place, derrière les progressistes-conservateurs et le NPD.
Le sort de Peterson s'améliore lorsque Davis prend sa retraite de la direction du Parti progressiste-conservateur tôt en 1985. Son successeur, Frank Miller, tire le parti vers la droite, sans être capable de convaincre les électeurs de son habileté à diriger. Bien que les conservateurs de Miller entament la campagne électorale de 1985 avec une avance importante, les libéraux de Peterson augmentent graduellement leurs appuis tout au long de la campagne. À la surprise de beaucoup de gens, Peterson remporte une mince pluralité des suffrages et il ne lui manque que quatre sièges pour défaire le gouvernement de Miller. Les progressistes-conservateurs remportent 52 sièges contre 48 pour les libéraux, accordant la balance du pouvoir au NPD avec ses 25 sièges.
Suivant l'élection, le chef néo-démocrate Bob Rae entame des négociations autant avec les libéraux qu'avec les progressistes-conservateurs, cherchant un accord formel dans lequel le NPD accepterait de ne pas défaire le gouvernement en retour de l'adoption de certaines législations progressistes. Les bleus de Miller tentent de s'attirer l'appui du NPD, mais sont incapables d'accepter les conditions de Rae. Les négociations avec les libéraux portent plus de fruits, et les deux partis signent un accord permettant aux libéraux de gouverner pour une période de deux ans. (Le NPD ne reçoit aucun siège au conseil des ministres, et l'accord n'est pas une coalition formelle).

#### Au pouvoir
Les libéraux et les néo-démocrates font chuter le gouvernement de Miller le 18 juin 1985 sur une motion de confiance, et Peterson est assermenté au poste de premier ministre de l'Ontario huit jours plus tard. Après l'expiration de l'accord libéral-NPD en 1987, les libéraux déclenchent un autre élection provinciale, et sont réélus avec une majorité à la législature, raflant 95 sièges sur 130.
Le gouvernement de Peterson introduit plusieurs lois à caractère progressiste. Il élimine la "facturation supplémentaire" par les médecins, introduit des mesures d'équité salariale, et réforme les lois sur la révision de location et les négociations syndicales. Son gouvernement adopte également des réformes de pension, augmente la construction de logements et résout une controverse provinciale qui perdurait depuis longtemps en accordant le plein financement aux écoles secondaires catholiques. Peterson est également un opposant féroce au libre-échange avec les États-Unis en 1988. Son gouvernement se fait moins militant vers la fin de son mandat, quoiqu'il adopte quand même des lois progressistes en matière de protection environnementale, élimine les primes d'assurance-santé et crée l'assurance automobile sans égard à la responsabilité dans la province.
Le gouvernement Peterson développe également une réputation pour la prudence fiscale sous l'administration du trésorier Robert Nixon. Le gouvernement libéral réussit un budget équilibré pour l'année 1989-1990 après plusieurs années de déficits en Ontario, à une époque où les déficits budgétaires étaient monnaie courante à travers l'Amérique du Nord.
Peterson demeure personnellement populaire pendant son mandat, et certains parlaient de lui en tant que futur premier ministre du Canada. Peterson améliore ses talents d'orateur au début des années 1980 et projette l'image d'un homme actif et charismatique lorsqu'il est au pouvoir. Certains estiment que cette image était parfaitement adaptée au groupe démographique des jeunes professionnels urbains qui émerge dans les années 1980.

#### Signes d'avertissement
Peterson et son gouvernement sont toujours populaires au début de l'année 1990. La fin de sa carrière politique arrive soudainement, et est le résultat de plusieurs facteurs.
Le premier a sans doute été le rôle important de Peterson dans la création et la promotion de l'accord constitutionnel du lac Meech. D'abord populaire, cette tentative de modifier la constitution canadienne crée d'importantes divisions au Canada anglophone. Plusieurs estiment que l'accord fait trop de concessions au Québec, et d'autres estiment qu'il affaiblissait de façon démesurée l'autorité du gouvernement fédéral vis-à-vis les provinces. L'appui continu de Peterson à l'accord, face à une opposition grandissante, endommage sa popularité personnelle en Ontario (L'accord est ultimement rejeté par le Manitoba et Terre-Neuve-et-Labrador, et n'est pas adopté.).
La deuxième raison de la chute de Peterson est la controverse causée par le scandale Patti Starr. Starr, une collectrice de fonds importante pour le Parti libéral, avait transféré des fonds depuis des organisations de charité vers le Parti libéral de façon inappropriée. Elle est finalement condamnée à six mois de prison. Bien que personne au gouvernement de Peterson n'ait été accusé d'activités criminelles, le scandale gruge la confiance du public envers le gouvernement.
La troisième raison est l'affaiblissement de l'économie nord-américaine. Les niveaux de productivité sont en chute à travers les États-Unis et le Canada durant cette période, et certains estiment qu'ils avaient empiré en Ontario depuis l'adoption de l'Accord de libre-échange entre les deux pays. Il n'y avait pas grand chose que Peterson (ou n'importe quel autre premier ministre) aurait pu faire pour prévenir cette récession ; néanmoins, elle endommage la réputation de compétence fiscale de son gouvernement. En effet, le surplus budgétaire originellement projeté par le gouvernement pour l'année 1990-1991 s'est finalement transformé en déficit d'au moins 3 milliards $.).
Malgré tout cela, le Parti libéral de Peterson jouit toujours d'une avance considérable sur les progressistes-conservateurs et les néo-démocrates dans les sondages d'opinions effectués au milieu de 1990. Confiant, Peterson décide de déclencher une élection hâtive, moins de trois ans après le début de son mandat. Ceci devait être sa plus grande erreur.
La plupart des électeurs regardent le déclenchement hâtif d'une élection comme un signe d'arrogance, et un signe que les libéraux de Peterson étaient devenus déconnectés de l'électorat. Il n'y avait aucun enjeu central pour faire campagne, et plusieurs croient que Peterson tente simplement d'assurer sa réélection avant que la récession n'atteigne sa pire phase. Certains ministres libéraux, notamment Greg Sorbara, s'opposent fortement au déclenchement d'élections. Sean Conway, un membre de la garde rapprochée de Peterson, confirme plus tard que la plupart des députés d'arrière-banc s'opposent également au moment choisi pour l'élection.

#### La défaite
La campagne électorale de 1990 débute avec les libéraux à 50 % d'appuis dans les sondages et un taux de satisfaction personnelle de 54 % pour Peterson. Toutefois, cette tendance s'inverse dès le déclenchement de l'élection. Déçus par des attentes démesurés, plusieurs groupes d'intérêt (enseignants, médecins et écologistes) se tournent contre Peterson à la télévision, à la radio, dans la presse écrite et lors d'évènements partisans libéraux. Le public considère le déclenchement de l'élection avec cynisme et le parti apparaît de plus en plus désespéré lorsqu'ils proposent de couper la Taxe de vente provinciale à la mi-campagne.
La campagne a également lieu durant une période ou le Nouveau Parti démocratique fédéral fait bonne figure dans les sondages. Cette tendance se transfère au niveau provincial ; le NPD provincial sous Bob Rae mène une bonne campagne et voit ses niveaux d'appui augmenter graduellement en s'approchant du jour du scrutin. Plusieurs électeurs croient que Peterson mérite d'être réduit à un gouvernement minoritaire ; d'autres estiment que le NPD mérite une chance de diriger le gouvernement. Le 5 septembre 1990, le NPD défont les libéraux à 38 % contre 34 % et formant un gouvernement majoritaire. C'est un des plus grands bouleversements politiques dans l'histoire politique canadienne. 
David Peterson perd son propre siège, ayant été battu par la candidate néo-démocrate Marion Boyd dans London-Centre. Cette défaite met un terme à la carrière politique de Peterson. Il annonce sa démission à titre de chef du parti le soir de l'élection, et démissionne officiellement du poste de premier ministre le 1er octobre 1990.
En 1992, Peterson appuie la candidature de l'ancien ministre de la Santé Murray Elston dans la course à la direction du Parti libéral de l'Ontario. Elston est défait de justesse, en partie parce que plusieurs délégués le considèrent comme un rescapé des années Peterson.

### Après la politique
David Peterson est le président fondateur des Raptors de Toronto, un club de basket-ball de la National Basketball Association. Depuis qu'il a quitté la politique, il a été professeur à l'Université York à Toronto, un partenaire et président à la firme d'avocats torontoise Cassels, Brock & Blackwell, et a été membre ou directeur de plusieurs organisations culturelles, environnementables ou charitables. Il a été membre de plusieurs conseils d'administration d'entreprises, étant particulièrement associé à la famille d'entreprises Rogers. Dans sa pratique de droit il fournit des conseils internationaux à une grande variété de clients sur les questions de politique publique et d'affaires gouvernementales au Canada.
En 1999, Peterson se retrouve au centre d'une controverse étant donné qu'il siège au conseil d'administration de YBM Magnex, une entreprise avec des liens à la mafia russe. Peterson affirme ignorer les activités illégales de la compagnie, et qualifie les accusations contre lui de "culpabilité par association". Une enquête subséquente de la Commission des valeurs mobilières de l'Ontario établit que les actions de Peterson "satisfont le test légal de la diligence raisonnable", mais exprime de la déception qu'il n'ait pas fait preuve de plus de leadership au conseil. Un reportage du quotidien The Globe and Mail en 2004 note que Peterson est abattu par cette expérience, et depuis est devenu "un directeur plus prudent et plus consciencieux".
Depuis 2003, Peterson a été sous contrat du gouvernement fédéral pour être son négociateur en chef lors des pourparlers avec le gouvernement des Territoires du Nord-Ouest et les leaders autochtones pour le transfert des pouvoirs fédéraux sur les terres et les ressources vers le territoire. Peterson a affirmé qu'il s'agissait d'une occasion pour essayer de nouveau de jouer un rôle de nation-building.
Peterson continue d'être un puissant organisateur et collecteur de fonds pour les libéraux fédéraux et provinciaux. En mai 2005, il joue un rôle central dans la défection de Belinda Stronach, une députée conservatrice, vers le Parti libéral du Canada, des jours seulement avec un vote de confiance crucial sur le budget fédéral du gouvernement minoritaire de Paul Martin. La défection assura la survie du gouvernement Martin, le résultat final du vote sur le budget étant de 153 à 152 en faveur du gouvernement.
Peterson deviendra président de l'Université de Toronto en date de 1er juillet 2006. Le 9 septembre 2013, il est nommé président du comité organisateur des Jeux panaméricains de 2015 à Toronto.